# Sony Pictures Studios
Sony Pictures Studios — комплекс американских теле- и киностудий, расположенный в городе Калвер-Сити, штат Калифорния. Основанный в 1912 году объект в настоящее время принадлежит Sony Pictures Entertainment и включает в себя Columbia Pictures, TriStar Pictures, Screen Gems и другие. Комплекс в разное время принадлежал Metro-Goldwyn-Mayer с 1924 по 1986 год и Lorimar-Telepictures - с 1986 по 1989 год.

## История

### Ранние годы (1912-1924)
Режиссер Томас Инс построил свою новаторскую студию в Инсевилле, Пасифик Палисадес, штат Лос-Анджелес, в 1912 году. В то время Инс снимал фильмы в городе Баллона-Крик. В 1915 году Гарри Калвер (отец-основатель Калвер-Сити) убедил Инса переехать из Инсевилля в Калвер-Сити. Инс стал соучредителем Triangle Film Corporation, вход в студию которой  был выполнен в виде греческой колоннады. Колоннада все еще стоит на Вашингтонском бульваре и является исторической достопримечательностью Калвер-Сити. Инс добавил несколько этажей и административное здание, прежде чем продать его своим партнерам Д. У Гриффиту и Мак Сеннету. Инс переехал вниз по улице и построил Culver Studios. В 1918 году Triangle Studios была продана кинопродюсеру Сэмюэлу Голдвину. Голдвин построил несколько звуковых сцен перед тем, как продать свои акции в Goldwyn Studios.

### Эпоха MGM Studios / Lorimar-Telepictures Studios / Lorimar Studios (1924-1990)
В 1924 году президент Loews Cineplex Entertainment Маркус Лов организовал слияние трех кинокомпаний — Metro Pictures, Goldwyn Pictures и Louis B. Mayer Pictures, для формирования единой Metro-Goldwyn-Mayer.
Во времена классического Голливуда на MGM Studios снималось 52 фильма в год, от эпических фильмов, таких как Бен-Гур и Мятеж на «Баунти», до драматических фильмов, таких как Гранд-отель, Обед в восемь и Анна Каренина. Но наибольшую известность MGM принесли мюзиклы с технологией Техниколор, в том числе «Волшебник страны Оз», «Поющие под дождём» и «Жижи». Успех MGM привел к созданию шести рабочих студийных комплексов площадью более 180 акров (0,73 км2), включая двадцать восемь звуковых сцен. Сцена 15 является второй по величине звуковой сценой в мире, а сцена 27 служила «Манчкинленду» в фильме «Волшебник страны Оз».
В 1969 году миллионер Кирк Керкорян купил MGM и приступил к демонтажу студии. Памятные вещи из фильмов MGM были проданы на 18-дневном аукционе, и было продано 38 акров (150 000 м2) приусадебных участков студии. Лот 3 был снесен, а Лот 2 продан жилым застройкам. Керкорян использовал эти деньги для постройки своей сети отелей MGM Resorts.
В 1986 году студийный участок был продан компании Lorimar-Telepictures. За это время логотип MGM было снято со студий и перенесен через улицу в здание Filmland Building (ныне известное как Sony Pictures Plaza), до их переезда в 1992 и 2003 годах в Санта-Монику и Сенчури-Сити, а с 2011 года они наконец обосновались в Беверли-Хиллз.